# Herb gminy Orchowo
Herb gminy Orchowo – symbol gminy Orchowo, ustanowiony 29 maja 1991.

## Wygląd i symbolika
Herb przedstawia na tarczy dzielonej w słup w polu lewym srebrnym czerwony róg bawoli, natomiast w polu prawym czerwonym srebrne poroże jelenie. Jest to godło z herbu Rogala, którym posługiwali się właściciele Orchowa.